# Delmira Agustini
Delmira Agustini (n. 24 octombrie 1886, Montevideo, Uruguay - d. 6 iulie 1914, Montevideo, Uruguay) a fost o poetă uruguaiană. A fost una dintre personalitățile literare feminine însemnate ale continentului sud-american.
Născută în Montevideo (Uruguay) din părinți de orginie italiană, Delmira a fost un copil precoce încă din primii ani de viață. Ea a început să scrie poezii de la vârsta de 10 ani și tot atunci a avut primul contact cu limba franceză, muzica și pictura.
Ea s-a căsătorit cu Enrique Job Reyes pe 14 august în 1913. Căsnicia lor n-a durat mult, pentru, că la mai puțin de un an divorțul era deja finalizat pe 5 iunie, 1914. O lună mai târziu, Reyes o omoară pe Delmira, împușcând-o în cap, după care se sinucide.
Lirica ei este vitalistă, pasională, de o deplină sinceritate a sentimentelor, notabilă prin stil și perfecțiune formală.

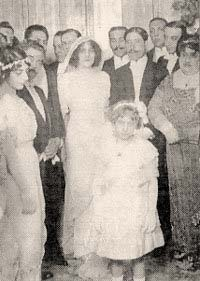
Delmira Agustini și soțul ei, Enrique Job Reyes

## Opere
- „Cartea albă” (El libro blanco) - 1907
- „Cântecele dimineții” (Cantatos de la mañana) - 1910
- „Calicii pustii” (Los cálices vacíos) - 1913
- „Șiragul lui Eros și Aștrii abisului” (El rosario de Eros y Los astros del abismo) - postum 1924